# Вяльки (Почепский район)
Вяльки — деревня в Почепском районе Брянской области, чуть в стороне от федеральной трассы А-240 (Брянск — Новозыбков — граница с республикой Беларусь). Расположены на р. Немолодва, примерно в 95 км от г. Брянска.
Население деревни 87 чел.(2002).

## Улицы
- ул. Нагорная
- ул. Советская
- ул. Победы

## История
Деревня Вяльки (иногда Вялки, В'ялки) упоминается с начала XVIII века в составе Почепской сотни Стародубского полка, как преимущественно казацкое поселение.
С 1748 по 1782 гг. находилась в составе выделявшейся Второй Почепской сотни того же полка.
С 1782 по 1802 гг. в Мглинском повете Новгород-Северского наместничества (с 1796 г. Малороссийской губернии).
С 1802 по 1925 годы Вяльки (упоминаются в переписи 1866 года как Вяльки-Почепские) входили в состав Мглинского уезда Черниговской губернии (с 1861 - в Почепской волости, с конца XIX века в Васьковской волости).
Местное население в XVIII - нач. XX вв. являлось прихожанами церкви Святой Живоначальной Троицы села Тубольцы.
В 1918-1929 годы деревня находилась в Почепском уезде (Васьковская, с 1924 Почепская волости). Максимальное число жителей деревня Вяльки насчитывала в 1926 году (280 человек).
В 1937 году вошла в состав Рагозинского сельсовета Почепского района Орловской области (с 1944 г. Брянской области).
В августе - сентябре 1941 года Вяльки являлись рубежом обороны от немецко-фашистских войск.
С 2005 года вошла в муниципальное образование Рагозинского сельского поселения.

## Галерея

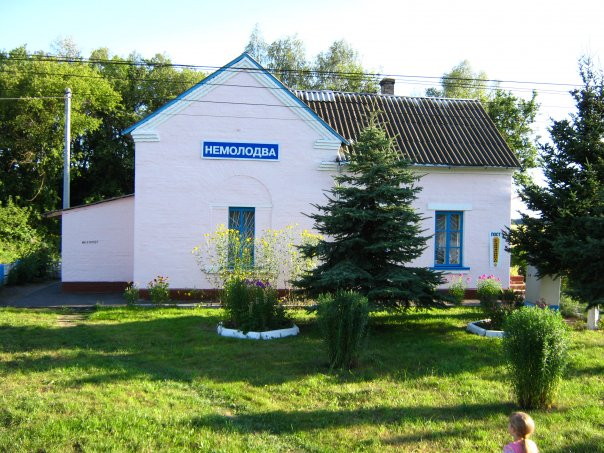
Вяльки. Разъезд Немолодва
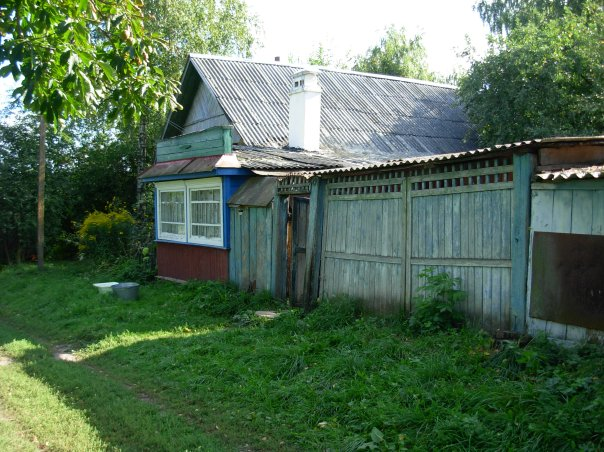
Вяльки
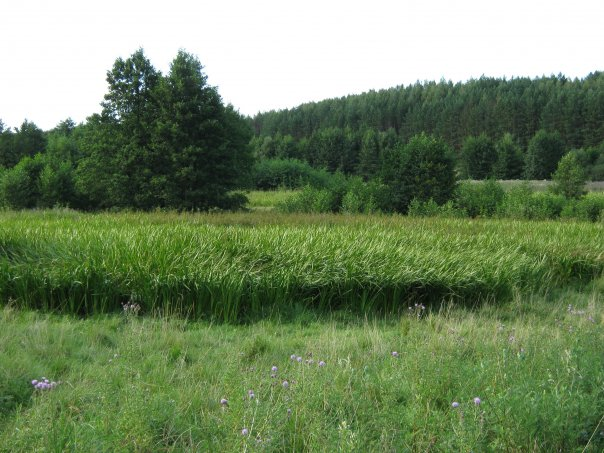
Вяльки. Луг
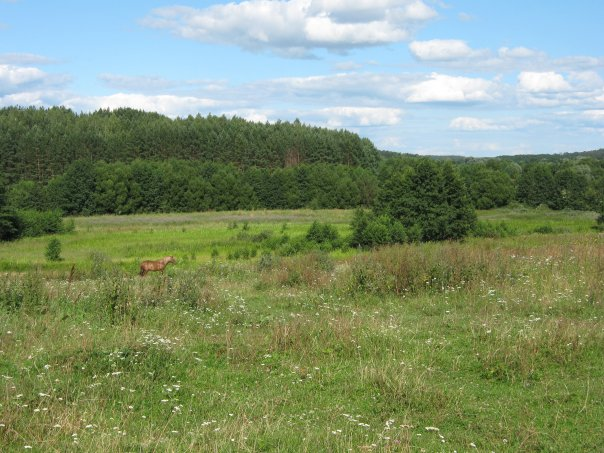
Вяльки. Луг, лес.
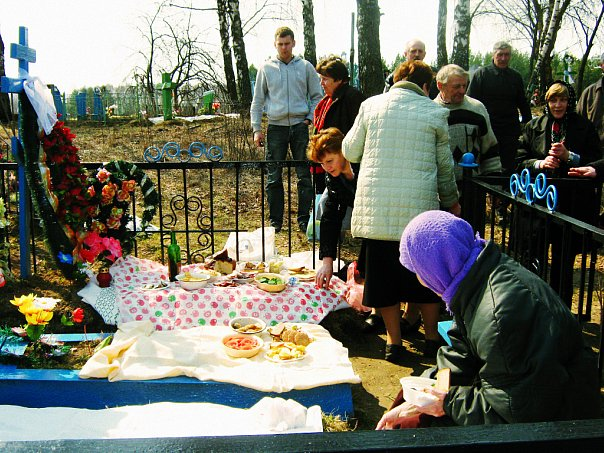
Вяльки. Радоница